# Star Wars VI. rész – A jedi visszatér
A Star Wars VI: A jedi visszatér (eredeti cím: Star Wars Episode VI: Return of the Jedi) 1983-ban bemutatott amerikai film, amelyet Richard Marquand rendezett. A forgatókönyvet George Lucas és Lawrence Kasdan írta. A Csillagok háborúja-sorozat harmadikként kiadott epizódja, a filmek története szerint ez a befejező rész. A filmtörténelem első filmje, amely THX rendszerben bemutatásra került. Szerepel az 1001 film, amit látnod kell, mielőtt meghalsz című könyvben.

## Rövid történet
Miután egy merész küldetés során megmentették Han Solót Jabba the Hutt-tól, a Lázadók az Endor bolygóra indulnak, hogy elpusztítsák a második Halálcsillagot. Eközben Luke azzal küzd, hogy segítsen Darth Vadernek visszatérni a sötét oldalról anélkül, hogy a Császár csapdájába esne.

## Cselekmény
A jedi visszatér cselekménye A Birodalom visszavág cselekménye után egy évvel (4 YU) kezdődik.
Ebben a részben a Birodalom egy második, de sokkal hatalmasabb Halálcsillagot épít, és a lázadók megpróbálják elpusztítani a pajzsgenerátort, amely az űrbázist védi. Közben kiderül, hogy Leia hercegnő és Luke Skywalker ikertestvérek.
A lázadók gondosan kidolgozott tervvel felkészülnek Han Solo kiszabadítására. Elsőként Lando Calrissiannak sikerül beszivárognia Jabba, a hutt tatuini palotájába, majd a jedi követként (és mint utóbb kiderült Luke hologramjából: ajándékként) küldi C-3PO-t és R2-D2-t. Leia Organa fejvadásznak álcázva jut be Jabba erődjébe, Csubakka pedig a zsákmányaként. Leiának sikerül az éjszaka leple alatt kiolvasztania Solót a karbonittömbből, de Jabba és bandája észreveszi munkálkodását. Solo a palota egyik börtöncellájának a vendége lesz, Leia pedig kénytelen elfoglalni Jabba néhai táncosnőjének helyét. Skywalker is megérkezik, de Jabba ismételten nem hajlandó meghallgatni: a trónterme alatti pincékben tartott hatalmas emberevő szörnyeteg, egy rancor vermébe veti. Luke Jabba megrökönyödésére elpusztítja a kiéheztetett és megvadított szörnyeteget. Jabbának azonban van még egy hasonló célt szolgáló "háziállata": a Dűne-tengerben tanyázó, a Karkun-veremben élő Sarlakk. A felkelőket szánja a Sarlakk táplálékául, de ez a terve sem sikerül. Luke és társai végül megölik Jabbát és embereit majd szétválnak: Luke Yodához indul a Dagobah bolygóra, Leiáék pedig a Sullust csillagrendszerbe.
Luke érkezésekor Yoda már haldoklik. Halálos ágyán elmondja, hogy Luke-nak meg kell küzdenie az apjával, Vaderrel, hogy igazi jedivé válhasson; utolsó szavaival pedig elárulja neki, hogy van még egy Skywalker… Ekkor megjelenik Obi-Wan Kenobi szelleme. Vele beszélgetve Luke rájön, hogy ez a bizonyos „másik Skywalker” Leia, az ikertestvére, akivel születésük után szétválasztották, hogy elrejthessék őket az uralkodó és apjuk elől.
Közben Palpatine császár megérkezik az új Halálcsillagra, hogy terveit valóra váltsa. Solóéknak sikerült eljutniuk az Endorra, azonban Luke és Vader megérzik egymás jelenlétét. Vader elmondja a Császárnak, hogy lázadók szálltak le az Endorra.
Luke az Endor-holdon – mivel az Erő által érzik egymás jelenlétét az apjával – feladja magát Vadernek. Titkos terve – amit csak Leiának árul el – az, hogy meggyőzze apját, még nem késő visszatérnie a jó oldalra. Vader azonban hajthatatlan marad, és fogolyként Palpatine elé viszi. A császári trónteremben Palpatine – többek között – felfedi előttük ravasz tervét: ő maga szivárogtajta ki a Halálcsillag koordinátáit a lázadóknak, és csapdát állít mind az Endoron, mind a Halálcsillag körül. Luke ekkor elkeseredésében magához ragadja elvett fénykardját, és a Császárra támad, Vader azonban megakadályozza, hogy el is találja, és vívni kezdenek. A Vader fölényével induló párbaj közepén Luke elbújik az apja elől, az azonban felfedi, hogy tud Luke nővérének létezéséről, és megfenyegeti, ha nem áll át, akkor a nővérét próbálják majd az Uralkodó tanítványává tenni. Ez erőt ad a fiatal jedinek, előrohan a rejtekhelyéről, legyőzi Vadert, és levágja apja kezét, amely ugyanúgy műkéz volt, mint az övé. A Császár biztatja, hogy ölje meg Vadert, de Luke ezt visszautasítja, és eldobja a kardját. A Császár belátja, hogy Skywalker fia nem lesz a Sötét Oldal szolgája, ezért elhatározza, hogy megöli. Az Erő gerjesztette energiavillámokkal bombázza, melyeknek Luke nem tud ellenállni, haldoklik. Az apja végül a fia mellett dönt. Felkapja a Császárt, és lehajítja egy aknába. Vadert is eltalálja egy villám, ami halálos sebesüléseket okoz. Luke kivonszolja még életben lévő apját egy birodalmi hajóhoz, ahol leveszi róla a maszkot. Darth Vader megszűnik létezni, Anakin Skywalkerként halt meg. Az ,,A jedi visszatér" erre az eseményre utalhat, Anakin egy jedi volt, Ő volt a Kiválasztott, azzal, hogy megölte a Császárt igenis beteljesítette a sorsát, egyensúlyt hozott az Erőbe. Jediként halt meg, ez bizonyítja, hogy a cím nem Luke, hanem Vader, azaz Anakin Skywalker visszatérésére utal.
Eközben Han Solo rohamcsapata az Endoron ostromolja a pajzsgenerátort, amelyet megerősített őrség véd; a Lando vezette szövetségi flotta pedig igyekszik kitartani a birodalmi csillagrombolók ellen a pajzs felrobbantásáig. Solóék harca kezd vesztésre állni, de az Endor lakói, az apró ewokok segítségével sikerül felülkerekedniük és megsemmisíteniük a pajzsot. Lando ekkor megindítja a támadást a Halálcsillag ellen és kilövi a főreaktort, megsemmisítve a bázist. Luke még időben elmenekül egy birodalmi gép fedélzetén. A robbanást az Endorról figyelő Leiának a megérzései azt súgják, hogy Luke már nem volt a Halálcsillagon. Han Solo először félreérti és megígéri, hogy nem fog közéjük állni, de Leia ekkor elárulja neki, hogy Luke valójában a testvére.
Luke az Endoron elégeti apja holttestét, majd látja Yoda és Kenobi mellett Anakin szellemét is megjelenni. Ezután csatlakozik a Birodalom bukását ünneplő barátaihoz.

## Filmforgatás
A film eredeti címét Lawrence Kasdan szerint eleinte a A jedi bosszúja-ra változtatták volna, mivel a jedi visszatér címet Kasdan semmitmondónak találta, mígnem valaki kihangsúlyozta, hogy a bosszú ellentétben áll a jedi lovagok törvényeivel. Maga a történet is változott a készítés ideje alatt, például csak ekkor dőlt el véglegesen, hogy Vader Luke apja lesz. Lucas e döntésében szerepet játszott egy gyermekpszichológussal való konzultáció is, melynek során arra jutottak, hogy Vader előző filmbeli állításának hazugságként való kezelése károsan befolyásolhatja a közönség ifjabb tagjainak fejlődését. Így került be a filmbe az eredeti tervekben nem szereplő dagobah-i jelenet Yodával, amelyben a vén jedi-mester beismeri, hogy Vader Luke apja. Költségvetési okok miatt kikerültek viszont a filmből az eredetileg tervezett jelenetek a Kashyyyk-on, melyekben a vukik harcoltak volna a birodalmi gárdával. Ez a helyszín az Endor-holdnak nevezett helyre került (a vuki-otthonhoz hasonlóan egy erdőbolygó), és megjelentek a (Lucas szavaival) „kettébevágott vukik”, a mackószerű ewokok.
A filmezés alatt, hogy eltereljék róla a figyelmet, a rendezők azt mondták, hogy egy horrorfilmet készítenek.

## A közönség reakciója
A film pénzügyileg nagy siker volt, de sok kritikus szerint a leggyengébb volt az eredeti trilógiában. A kőkorszaki technológiát használó ewok bennszülötteket egyes nézők "idegesítőnek" találták a (hasonló visszajelzések érték Jar Jar Binks karakterét a Star Wars I. rész – Baljós árnyak részben is) főképp azt, hogy le tudják győzni a náluk sokkal jobban felszerelt és tapasztalt birodalmi seregeket. George Lucas elmondása alapján az ewokok győzelme az elmaradott felszereléssel bíró hősök elszántságának diadala a technológiailag fejlettebb zsarnokok felett.
Egy fontos öltöztetési hiba látszik a filmben: minden birodalmi karakter, rangtól függetlenül ugyanazt a rangjelzést viseli (birodalmi flottaparancsnok). Erre csak a filmezés közepén jöttek rá, így kijavítatlanul maradt a film végleges változatában. 

## Szereplők
| Szereplő               | Színész | Magyar hang            | Magyar hang            | Magyar hang                                                                  |
| Szereplő               | Színész | 1. szereposztás (1993) | 2. szereposztás (1995) | 3. szereposztás (1997)                                                       |
| ---------------------- | --- | ---------------------- | ---------------------- | ---------------------------------------------------------------------------- |
| Luke Skywalker         | Mark Hamill | Rékasi Károly          | Stohl András           | Stohl András                                                                 |
| Han Solo               | Harrison Ford | Csernák János          | Csernák János          | Csernák János                                                                |
| Leia hercegnő          | Carrie Fisher | Tóth Auguszta          | Kovács Nóra            | Kovács Nóra                                                                  |
| Darth Vader            | David Prowse, James Earl Jones (hang)                                                                                           | Kránitz Lajos          | Hollósi Frigyes        | Kránitz Lajos Hollósi Frigyes (a bluray kiadás hozzáadott mondataiban, 2011) |
| Anakin Skywalker       | Sebastian Shaw, Hayden Christensen (2004-es különkiadás)                                                                        | Kránitz Lajos          | Hollósi Frigyes        | Kránitz Lajos Hollósi Frigyes (a bluray kiadás hozzáadott mondataiban, 2011) |
| Lando Calrissian       | Billy Dee Williams | Sörös Sándor           | Gesztesi Károly        | Gesztesi Károly                                                              |
| C-3PO                  | Anthony Daniels | Faragó József          | Maros Gábor            | Maros Gábor                                                                  |
| R2-D2                  | Kenny Baker | eredeti hang           | eredeti hang           | eredeti hang                                                                 |
| Csubakka               | Peter Mayhew | eredeti hang           | eredeti hang           | eredeti hang                                                                 |
| Yoda                   | Frank Oz mozgatója és hangja | Pataky Imre            | Szuhay Balázs          | Szuhay Balázs                                                                |
| Palpatine császár      | Ian McDiarmid | Gruber Hugó            | Reviczky Gábor         | Reviczky Gábor                                                               |
| Boba Fett              | Jeremy Bulloch | néma szereplő          | néma szereplő          | néma szereplő                                                                |
| Piett admirális        | Kenneth Colley | Varga Tamás            | Juhász György          | Lux Ádám                                                                     |
| Ackbar admirális       | Timothy M. Rose | Melis Gábor            | Gruber Hugó            | Gruber Hugó                                                                  |
| Obi-Wan "Ben" Kenobi   | Alec Guinness | Bálint György          | Szabó Ottó             | Szabó Ottó                                                                   |
| Wedge Antilles         | Denis Lawson | Zágoni Zsolt           | Áron László            | Galbenisz Tomasz                                                             |
| Jabba, a hutt (hangja) | Larry Ward | eredeti hang           | eredeti hang           | eredeti hang                                                                 |
| Bib Fortuna            | Michael Carter Erik Bauersfeld (hang)                                                                                           | eredeti hang           | eredeti hang           | eredeti hang                                                                 |
| Wicket W. Warrick      | Warwick Davis | eredeti hang           | eredeti hang           | eredeti hang                                                                 |
| Ewokok                 | Kenny Baker, Jack Purvis, Mike Edmonds, Jane Busby, Margo Apostolos, Debbie Lee Carrington, Tony Cox, Katie Purvis, Nicki Reade | eredeti hang           | eredeti hang           | eredeti hang                                                                 |
| Narrátor               | - | Bozai József           | Mádi Szabó Gábor       | Mádi Szabó Gábor                                                             |

## A film megjelenése Magyarországon
A régi Star Wars Trilógia befejező része A jedi visszatér 1984. szeptember 13-án került először a magyar mozikba. A filmet a MOKÉP hozta forgalomba, a film a Csillagok háborújához hasonlóan feliratos volt a mozipremierjekor. A jedi visszatér-t a mozivetítések után  az első VHS kiadásig (közel 10 évig) hivatalosan semmilyen formában nem lehetett elérni. Egyedül az 1980-as évek közepén "divatnak" számító hangalámondásos változatok terjedtek el az országban, nem hivatalos VHS kazettákon néha jobb de gyakran rosszabb minőségben.
1993-ban jelent meg először hivatalos kiadványon A jedi visszatér, a Guild Home Video forgalmazásában. Erre a VHS kazettára készítettek először magyar szinkront A jedi visszatér-hez, az 1990-es évek elején, habár fordítás tekintetében nem volt a lehető legjobb szinkron, mégis ez tekinthető az első magyar szinkronnak, mely a filmhez készült. A kazettán megtalálható kópia egy teljes képernyős mozikópia volt. Ez a kiadvány kifejezetten a videótékákban volt megtalálható.
1995 októberében az InterCom Zrt. kiadta a trilógia "lakossági verzióját" a THX-es digitálisan felújított változatot, erre a kazetta kiadványra egy új "egységes" szinkront készítettek, második, THX szinkron. 
1997-ben újra moziba került a trilógia felújított Special Edition változata, mely tartalmazott pár bővített és alternatív jelenetet, a mozibemutatóhoz új (harmadik) 5.1-es szinkron készült. A Special Edition verzió kétféle VHS változatban jelent meg (kiadó: InterCom). Az egyik (az arany dobozos) volt a szinkronos, teljes képernyős (4:3) változat, melyen a harmadik magyar szinkron volt fellelhető, a másik (az ezüst) volt a feliratos, szélesvásznú verzió.
2000-ben még egy fehér díszdobozos VHS kiadvány is napvilágot látott, azonban ez a kiadás megegyezett a '97-es ezüst dobozos változattal. A Csillagok háborúját a 2000-es évek elején sugározta először az RTL Klub kereskedelmi tv-csatorna, ezt a részt 2002-ben adta le. Itt már a speciális változatot vetítették a harmadik magyar szinkronnal. 
2004-ben jelent meg először Magyarországon a Star Wars Trilógia DVD-n az InterCom kiadásában, amelyre már tökéletes kép- és hangminőség került. Azonban egyik magyar szinkron sem kapott helyet a DVD lemezeken, feliratot illesztettek a szélesvásznú kópiákra. 
2011-ben jelent meg a bluray kiadás, amely újabb módosításokat tartalmazott a korábbi verziókhoz képest, és amelyhez az 1997-es szinkront használták fel, némi utólagos betoldással.

### Magyar címváltozatok
- A jedi visszatér – a mozis vetítésekben, a VHS-kiadások borítóján, illetve az 1995-ös THX-kiadás (VHS) szinkronjának bemondott címe
- Csillagok háborúja VI. rész: A jedi visszatér – az 1993-as Guild Home Video-féle kiadás (VHS) szinkronjának bemondott címe
- Csillagok háborúja VI. epizód: A jedi visszatér – az 1997-es speciális változat szinkronjának bemondott címe
- Star Wars VI. rész: A jedi visszatér – a DVD- és bluray-kiadások borítóján, valamint a 2015-ben az AXN és Viasat 3 által műsorra tűzött változat magyar feliratos bevezetőjében

## Fontosabb díjak és jelölések
Oscar-díj (1984)
- díj: speciális teljesítményért járó díj – Phil Tippett, Ken Ralston, Dennis Muren, Richard Edlund (vizuális effektusok)
- jelölés: legjobb látványtervezés – Norman Reynolds, Michael Ford, James L. Schoppe, Fred Hole
- jelölés: legjobb eredeti filmzene – John Williams
- jelölés: legjobb hang – Ben Burtt, Gary Summers, Tony Dawe, Randy Thom
- jelölés: legjobb hangeffektus vágás – Ben Burtt

## Televíziós megjelenések
- RTL Klub, Film+, AXN, AXN Black, Viasat 3 (3. szinkron)

## Irodalmi alapanyag magyarul
- A jedi visszatér. Az azonos című film alapján készült képeskönyv; szöveg George Lucas nyomán, forgatókönyv Lawrence Kasdan, George Lucas, átdolg. Joan D. Vinge, ford. Tiborszky Péter; Lapkiadó Vállalat, Budapest, 1984
- James Kahn: A Jedi visszatér. Tudományos fantasztikus könyvek; ford. Veres Mihály; Kozmosz Könyvek, Budapest, 1985 (Kozmosz fantasztikus könyvek)
- James Kahn: A Jedi visszatér. Star wars; ford. Veres Mihály; 3. átdolg., jav. kiad.; Valhalla Páholy, Budapest, 1993
- Star wars, 1-3.; Lap-ics, Debrecen, 1997 
  - 3. James Kahn: A Jedi visszatér; szöveg George Lucas nyomán, forgatókönyv Lawrence Kasdan, George Lucas